# Florian Niederlechner
Florian Niederlechner, född 24 oktober 1990 i Ebersberg, är en tysk fotbollsspelare som spelar för Hertha BSC. 